# Château de la Messardière
 (mars 2025).
L'article doit être relu — et modifié si nécessaire — par des contributeurs indépendants pour apporter un regard critique aux contributions effectuées en violation des conditions d'utilisation de Wikipédia, tant sur la forme (notamment concernant le style encyclopédique, la proportionnalité) que sur le fond (la neutralité de point de vue, la qualité et l'indépendance des sources).
Le château de la Messardière est un palace situé à Saint-Tropez (Var).
L’établissement est membre de la chaîne hôtelière Airelles de la filiale Lov Hotel Collection, appartenant au Lov Group et fondé par l’entrepreneur français Stéphane Courbit,,.
Cette demeure seigneuriale historique est située dans un parc de 12,5 hectares sur les hauteurs de Saint-Tropez.
Le parc du Château est engagé envers la préservation de la faune : il est classé LPO, en partenariat avec la Ligue pour la Protection des Oiseaux.
En juin 2012, le Château de la Messardière fait partie des trois nouveaux hôtels français de grand luxe (et l'un des deux établissements tropéziens avec l'Hôtel Byblos) à recevoir le label officiel « Distinction Palace ».
Il est aujourd’hui composé de 28 chambres et 71 suites, et d'un espace destiné à l’accueil et à la garde d’enfants (Airelles Summer Camp),.

## Histoire
Demeure construite à la fin du XIXe siècle en guise de cadeau de mariage à Louise Dupuy, artiste et musicienne, par son père Gabriel Dupuy d'Angeac, négociant en eaux-de-vie, copropriétaire avec le baron O 'tard du château de Cognac, lors de son union avec Henry Brisson de la Messardière, officier de cavalerie, décédé en 1905 .
Après la première guerre mondiale, le château changea  ensuite plusieurs fois de propriétaires.
Restaurée et agrandie en 1989 par Jean-Claude Rochette (architecte en chef des Monuments Historiques), la demeure fut ensuite rachetée en 1992 par la famille Gibier.
En 2019, les Airelles acquiert le Château de La Messardière. Il faudra attendre juillet 2021 pour une réouverture à la clientèle, à la suite d'une rénovation complète des lieux.
Le propriétaire est aujourd'hui l'homme d'affaires Stephane Courbit.

## Caractéristiques
- 28 chambres et 71 suites[11]

- une villa privée[11]
- un espace bien-être avec Spa[12]
- un espace beauté avec un salon de coiffure managé par Christophe-Nicolas Biot[13]
- un espace fitness[11]
- une piscine intérieure et 2 piscines extérieures[11]
- 5 restaurants[14]
- un bar et deux pool bars

## Restauration
5 restaurants appartiennent au Château de La Messardière :
- La Table de la Messardière
- La Table d'Estoublon
- le Carrara par le Chef Marco Garfagnini
- L'Auberge des Maures
- Le Matsuhisa